# André z Montbardu

Erb Andrého z Monbarda

André z Montbardu nebo André de Montbard (1103? – 17. ledna 1156 Jeruzalém) byl pátý velmistr Templářů.
Jeho rodina pocházela z Burgundska. Velmistrem se stal 22. srpna roku 1153 po obležení Askalonu. Po volbě nahradil velmistra Bernarda de Tremelay, který byl zabit během útoku na město 16. srpna 1153. Zemřel dne 17. ledna 1156 v Jeruzalémě. Jeho nástupcem ve funkci velmistra byl zvolen Bertrand de Blanchefort.